# Sepideh Rashnu
Sepideh Rashnu ( en persa: سپیده رشنو‎  ; nacida en 1994) es una escritora iraní, que ha estado encarcelada por protestar contra las reglas del hiyab impuestas por el estado. En julio de 2022, tuvo un altercado en un autobús público con otra mujer por las reglas del hiyab y el video se volvió viral en las redes sociales.

## Detención
Sepideh Rashnu fue detenida el 16 de julio de 2022, tras hacerse viral un vídeo de un altercado entre Rashnu y otra mujer en un autobús. El altercado se produjo entre Rashnu y Rayeheh Rabii, una mujer que intentaba hacer cumplir en público la política de hiyab obligatorio del gobierno iraní y que, según Rabii, no llevaba su hiyab "adecuadamente". Rashnu fue agredida durante el altercado.
Más tarde, en julio de 2022, la televisión estatal, IRIB, reprodujo un video de las confesiones de Rashnu, que se dice que fue grabado bajo coacción. También se ha informado que unos días antes de la grabación de la confesión, ella estuvo en un hospital en Teherán debido a una hemorragia interna, posiblemente debido a la tortura.
Fue liberada de la prisión de Evin el 30 de agosto de 2022 al proporcionar 8'000'000'000 IRR (aproximadamente USD $ 29,000) como garantía.